# Rosenlundsplatsen

Rosenlundsplatsen är ett torg beläget öster om Rosenlundsgatan och söder om Kungshöjd i stadsdelen Inom Vallgraven i centrala Göteborg. Platsen utgör både ett torg och en parallell gata på omkring 100 meter i väst-östlig riktning norr om torget. Rosenlundsplatsen är numrerad 1-5 och innehåller fastigheterna: Inom Vallgraven 37:21, Inom Vallgraven 38:2 och Inom Vallgraven 69:5.
Namnet är fastställt sedan 1939 då namnet ändrades på den del av Fisktorget, som ligger vid Rosenlundsbron. Ändringen gjordes efter förslag av AB Otto Berlin, som 1884 flyttade sin herrekipering till ett hus vid torgets västra del.
Trapporna vid torgets del mot kanalen - på 1880-talet kallad Fiskkajen - anlades 1865. Då var torgets östra sida en del av Hvitfeldtsplatsen, som sträckte sig in cirka 75 meter från hörnet. I början av 1930-talet tvingades utomhusförsäljningen av fisk att flytta på sig, till väster om Fiskhallen. Därefter övertog bär- och blomsterförsäljare platsen, men även den handeln upphörde 1966.
Ett hus i sten uppfördes 1842 för Navigationsskolan i Göteborg efter ritningar av stadsarkitekt Heinrich Kaufmann och bekostades av Göteborgs stad, likaså tomtmarken. Det var ett envåningshus med vindsvåning av flensburger mursten och låg inom en trädgård på nuvarande Rosenlundsplatsens västra del. Byggnaden användes som navigationsskola fram till 1862, då undervisningen flyttades till den nya byggnaden på Kvarnberget, vilken öppnade den 1 oktober 1862.
På Rosenlundsplatsen 3-4 finns ett kontorshus för skatteförvaltningen och en matvarubutik. Huset är sex våningar utan gård. Fasaden är i ljust rött tegel med detaljer i betong och plåt. Huset har arkader i första och andra våningen. Det är uppfört 1976–78 som kontors- och affärsbyggnad för dåvarande Televerket efter ritningar av L. Kvarnström Arkitektkontor AB. Den nuvarande byggnaden har samma karaktär som grannhuset med typisk 1970-talsarkitektur.

## Bilder

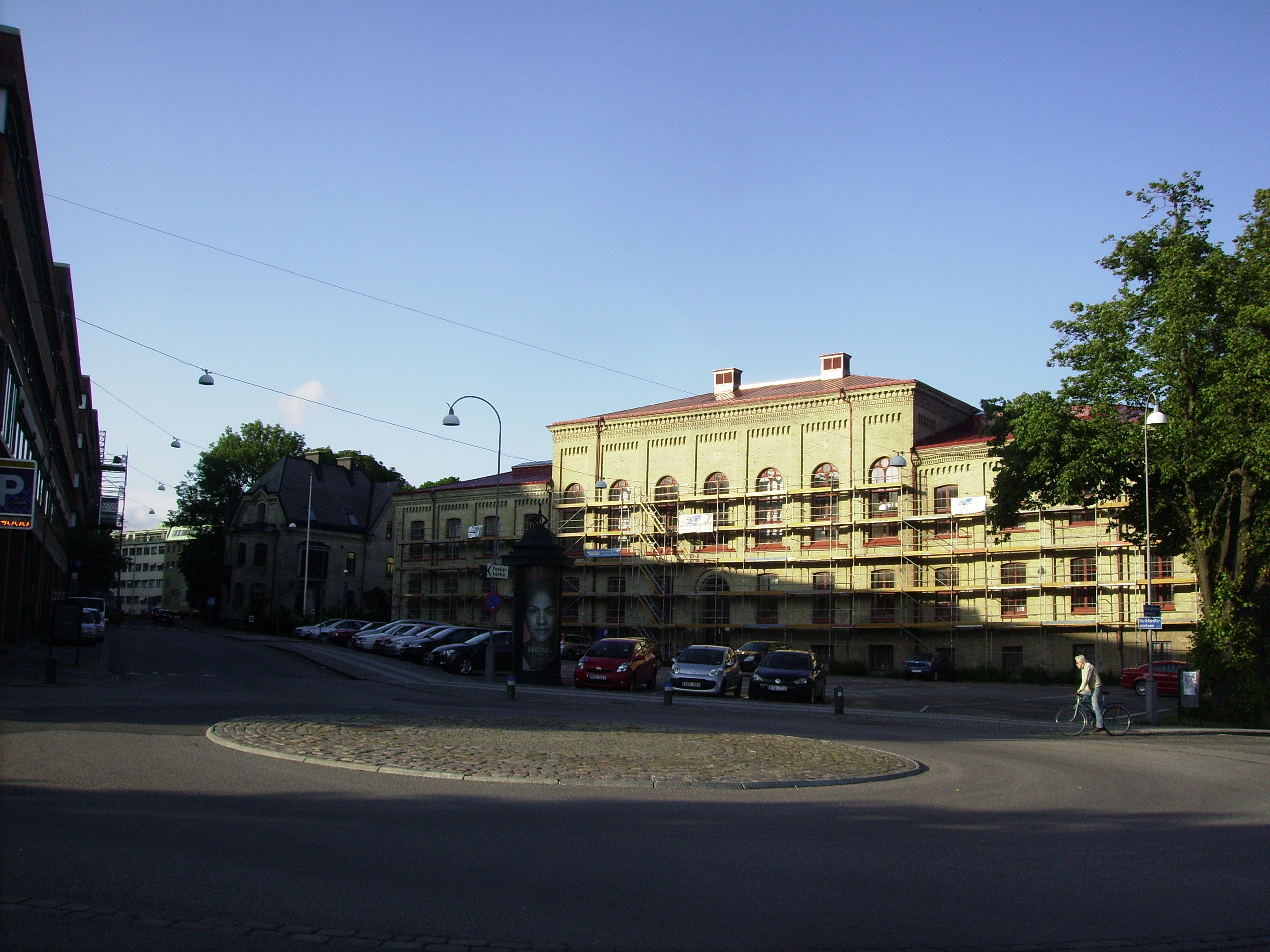
Rondell vid Rosenlundsplatsen. Här sammanstrålar Hvitfeldtsplatsen, Sahlgrensgatan och Rosenlundsbron med Rosenlundsplatsen.
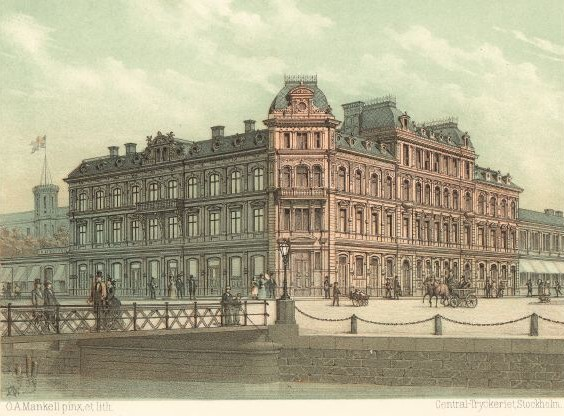
Stenhus i hörnet av Rosenlundsplatsen och Hvitfeldtsplatsen, uppfört 1882 och rivet i mitten på 1970-talet för att lämna plats åt Televerkets sexvåningshus.
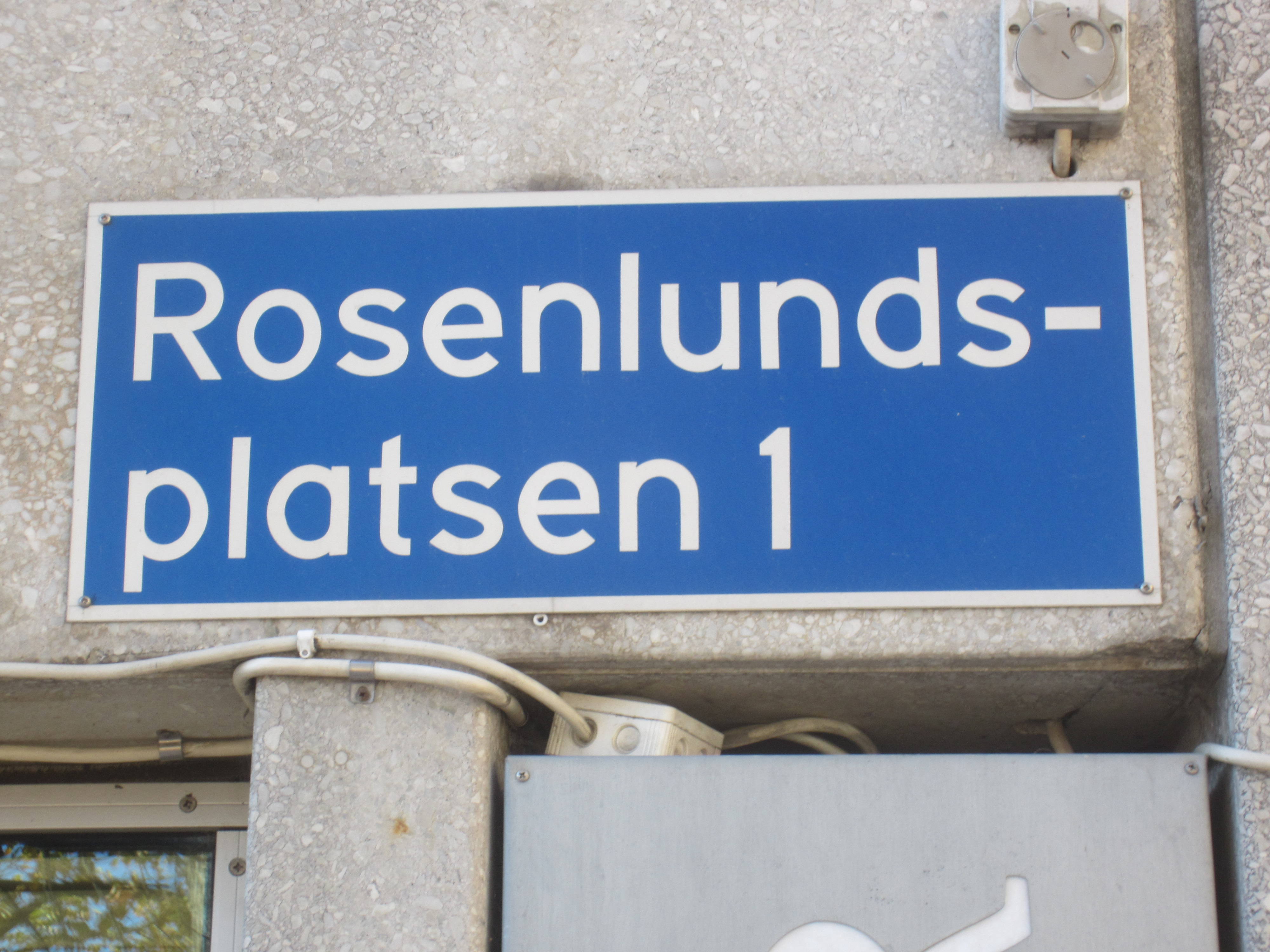
Rosenlundsplatsen 1.[11] På denna adress finns "Boplats Göteborg".